# Românico espanhol
Românico espanhol, Românico hispânico ou Românico peninsular são denominações bibliográficas para designar a divisão espacial da arte românica que corresponde aos reinos hispano-cristãos da Península Ibéria nos séculos XI e XII. Não obstante, os seus rasgos estilísticos são no essencial comuns com o românico europeu, e no particular diferenciados entre as diferentes zonas em que costuma subdividir-se. A metade sul da Península carece de arte românica, dado que manteve-se de baixo o domínio muçulmano (arte andaluza). O românico da zona central da Península é escasso e tardio, sem praticamente presença ao sul do Ebro e o Tejo, sendo o terço norte peninsular a zona onde se concentram os edifícios românicos. Em atenção ao facto de que o românico se introduz na Península de Leste a Oeste, a efeitos de seu estudo, a delimitação regional se faz seguindo a mesma direcção: em "reinos orientais" (os reinos ou territórios pirenaicos: Românico catalão, Românico aragonês e Românico navarro), e "reinos ocidentais" (Românico castelhano-leonês, Românico asturiano, Românico galego e Românico português).
O primeiro românico ou românico lombardo tem sobretudo presença na Catalunha, enquanto o românico pleno difundiu-se a partir das fundações da ordem de Cluny seguindo o eixo do Caminho de Santiago. O Tardorrománico prolonga-se no século XIII, especialmente em construções rurais.

## Arquitectura
A partir do século XI a influência artística europeia (especialmente Borgonha -mosteiros cluniacenses e lombarda, arquillos lombardos) sobrepôs-se sobre as tradições artísticas locais (as denominadas como "Pré-románico - arte visigoda, arte asturiana, arte mozárabe ou de repovoação) e a arte andalusa ou hispano-musulmana e conviveu com o denominado românico mudéjar (ou "românico de tijolo", dominante em algumas zonas, como o centro da Meseta Norte - de Sahagún a Cuéllar, Toledo ou Teruel) dando origem a uma arte de acusada personalidade.
A cronologia na penetração das formas arquitectónicas é visível a oeste, ao ser os primeiros exemplos em Catalunha (San Pedro de Roda, 1022) e desenvolvido em torno do caminho de Santiago de Aragão (Catedral de Jaca, desde 1054), Navarra (San Salvador de Leyre, 1057), Castela (San Martín de Frómista, 1066) e Leão (San Isidoro -pórtico de 1067), com término em Galiza, onde se levantou a obra mais destacada: a catedral de Santiago de Compostela (iniciada em 1075 com a planta de peregrinação característica da maior parte das igrejas do caminho, desde a de San Sernin de Toulouse). O século XII significou a culminação do estilo (mosteiro de Ripoll, igrejas de Bohí e Tahull - em Catalunha -, castelo de Loarre, monsteiro de San Juan da Peña - em Aragão -, Palácio Real de Estella, San Miguel de Estella, Santa María de Eunate, San Pedro de Olite -em Navarra -, igrejas porticadas segovianas, Santo Domingo de Sória, San Juan de Duero - em Castela -, Catedral de Zamora, Catedral velha de Salamanca, em León). Desde finais do XII identifica-se a transição do românico ao gótico (catedral de Tarragona, catedral de Lérida).

## Pintura
Os frescos românicos espanhóis são destacados: Panteón dos Reis de San Isidoro de León, conservado in situ, ou os arrancados de seus lugares de origem (ermita de San Baudelio de Berlanga, ermita do Lado Cruz de Maderuelo - ambas no Museu do Prado - e a colecção reunida no Museu Nacional de Arte de Catalunha).

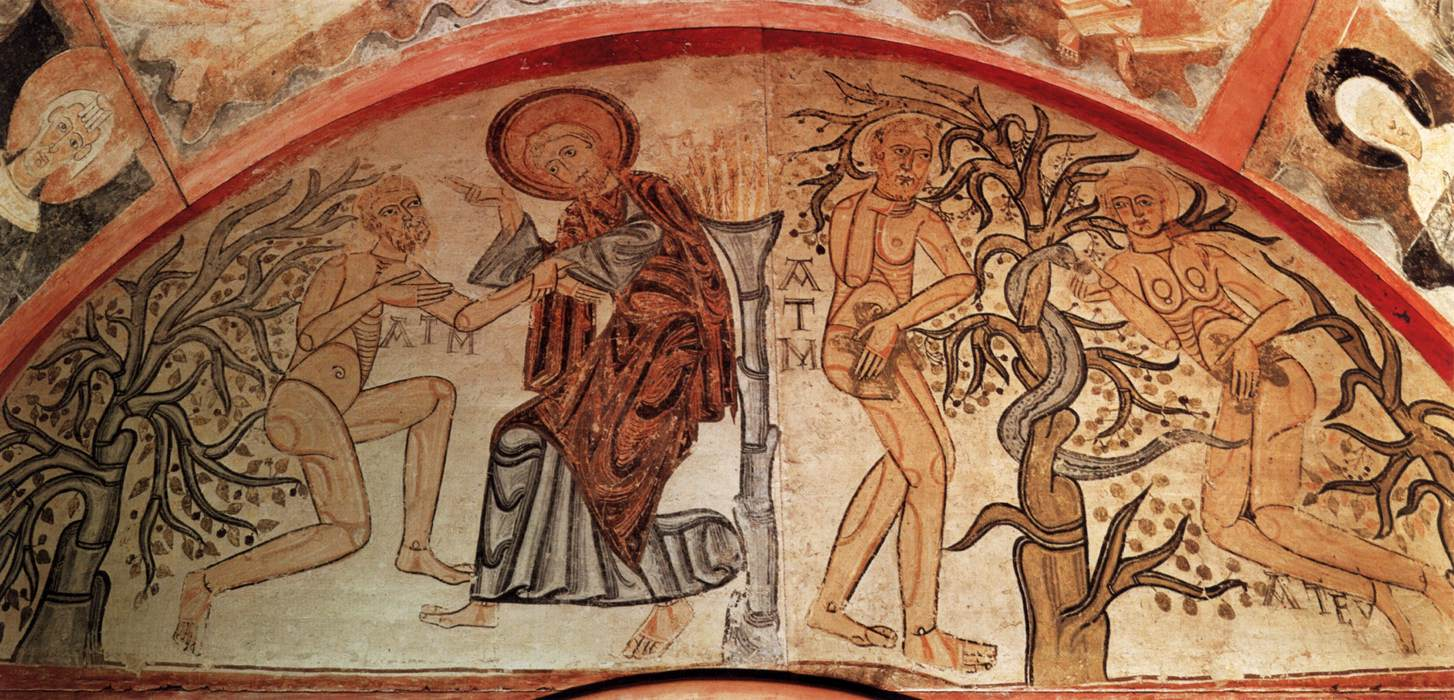
Criação de Adão e Pecado original. Ermita de Maderuelo.

A pintura sobre tabela produziu frontais de altar que, especialmente na Catalunha, recolhem a influência italo-bizantina a partir do século XII. Em época mais tardia vai-se evoluindo à pintura gótica, de maior capacidade narrativa e menor rigidez (frontal de Avià).

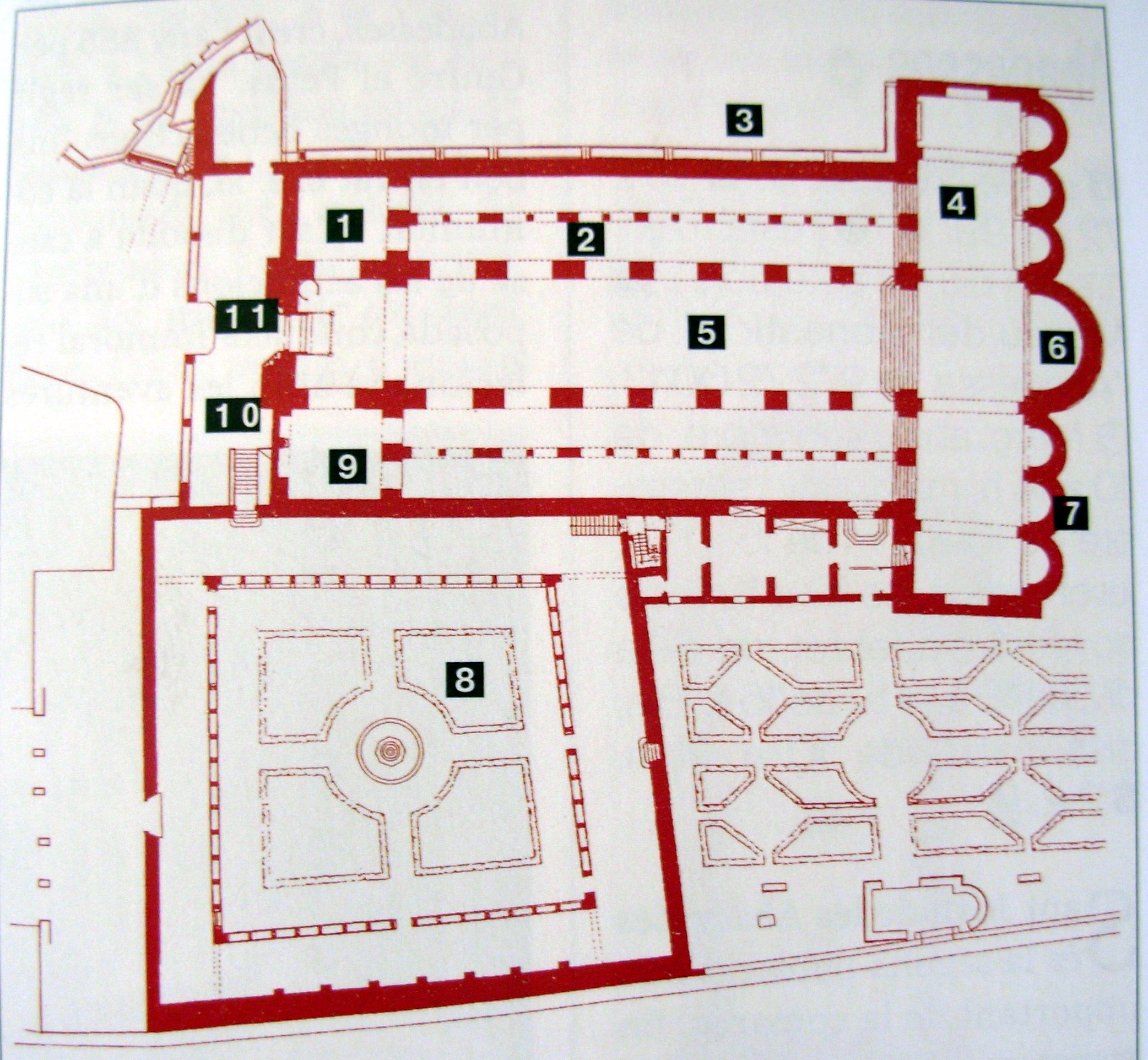
Santa María de Ripoll.
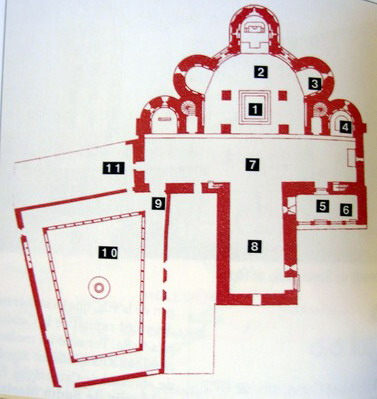
San Juan de las Abadesas.
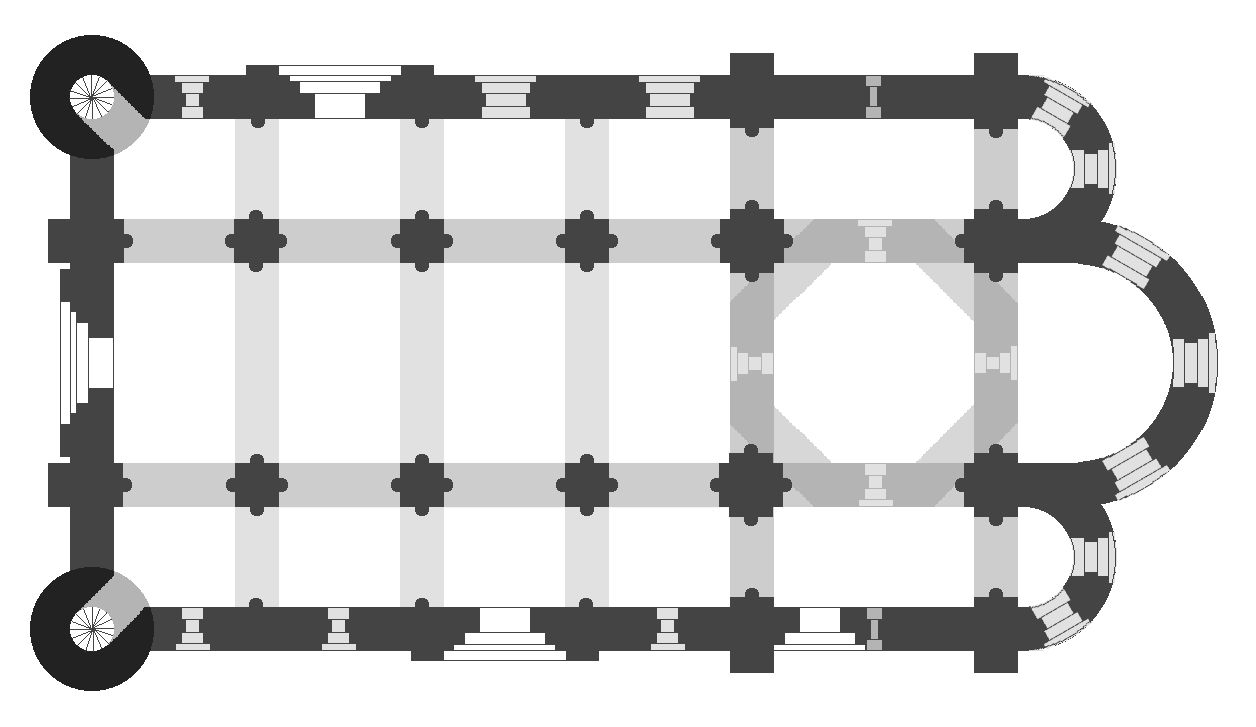
San Martín de Frómista.
Vera Cruz de Segovia.Vera Cruz de Segovia.
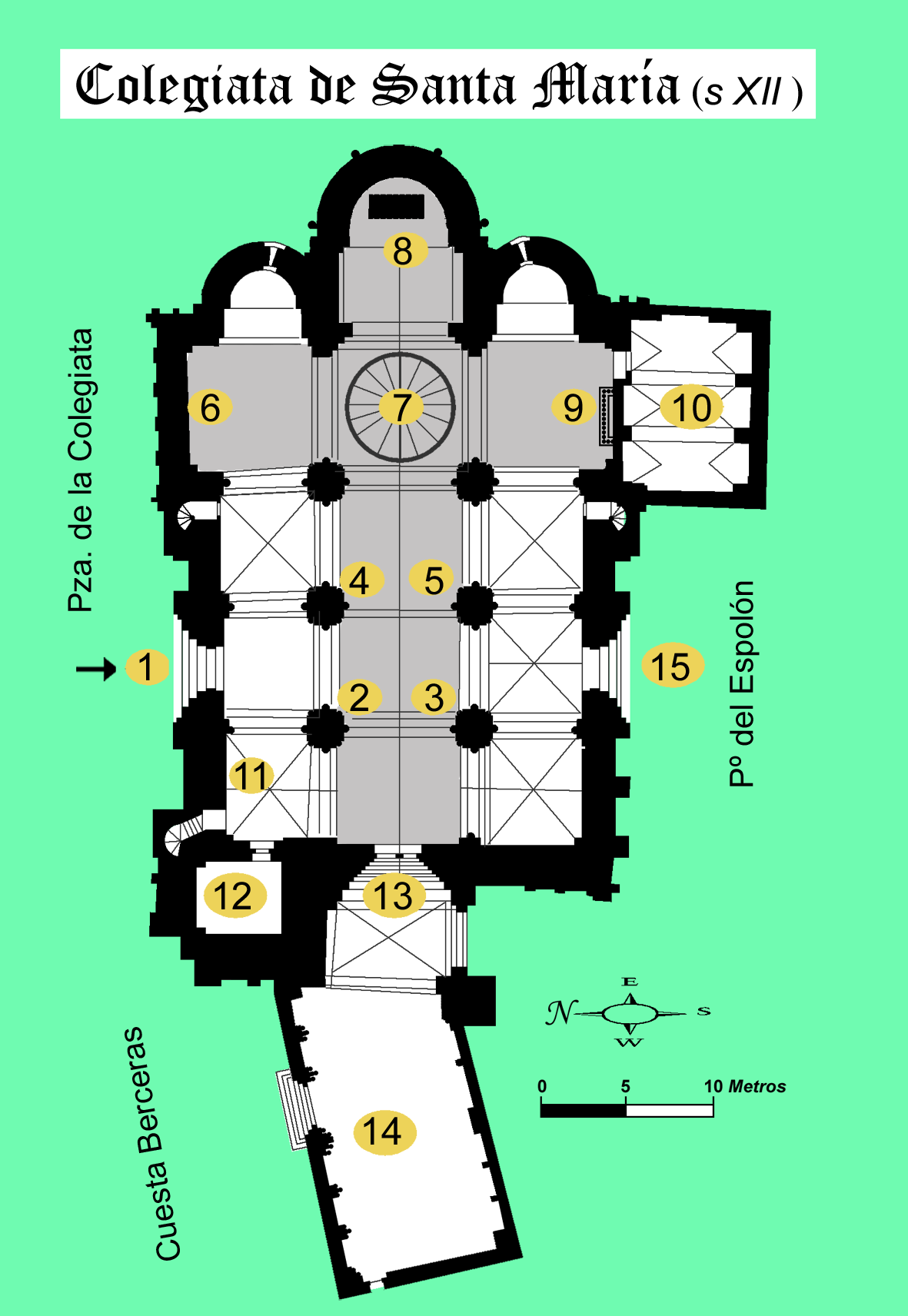
Santa María la Mayor de Toro.
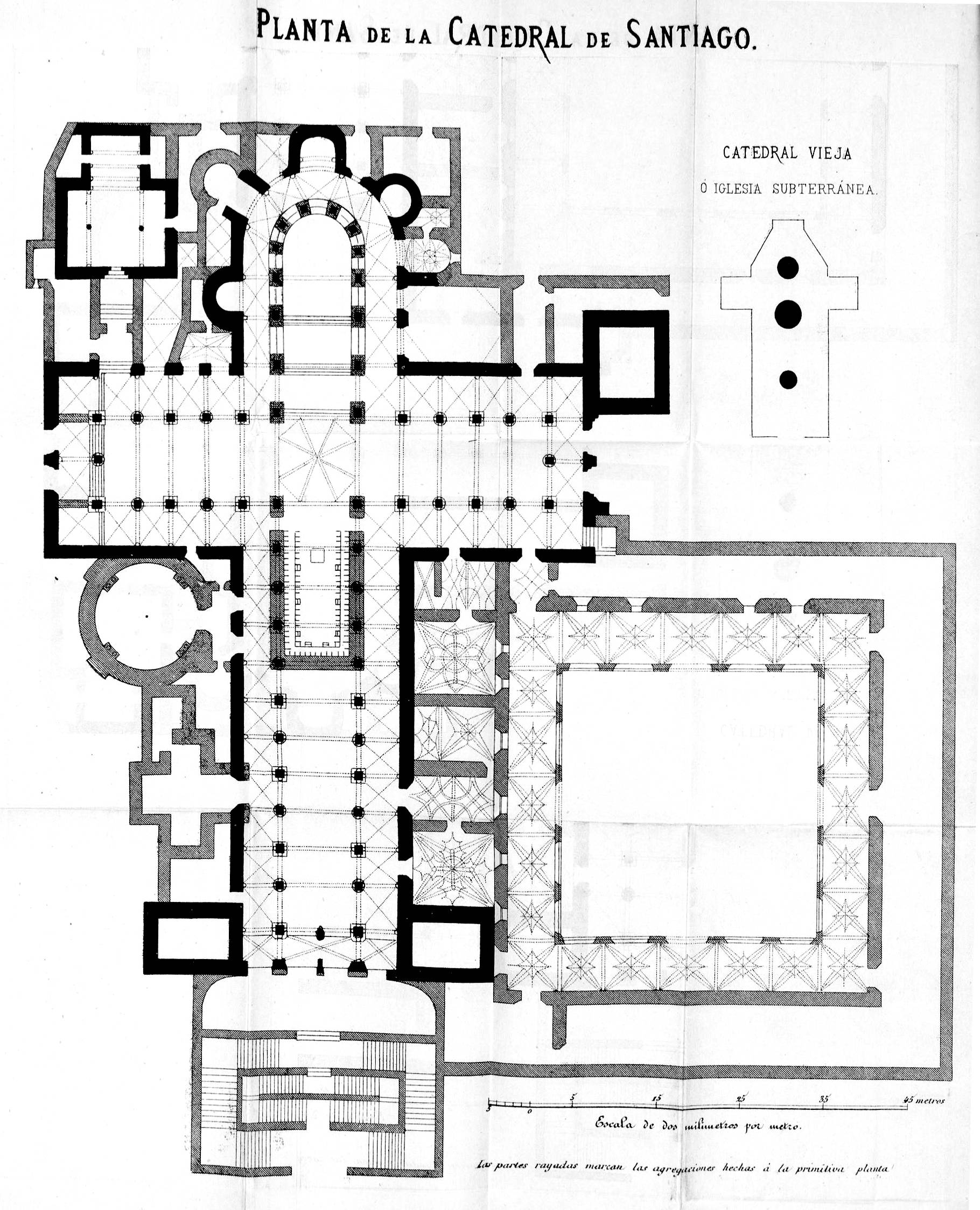
Catedral de Santiago de Compostela.
Catedral de Lisboa.